# Scelidosaurus
Scelidosaurus var ett släkte av fyrfotade, lätt bepansrade, växtätande dinosaurier som kunde bli runt fyra meter långa. Den levde under Yngre juraperioden för cirka 200 miljoner år sedan. Fossil har hittats i England och Arizona (USA). Scelidosaurus anses vara bland de mest kompletta och välbevarade dinosauriefossilen från tidiga dinosaurier som hittats. Detta släkte och andra nära besläktade arter har hittats på tre olika kontinenter.

## Beskrivning

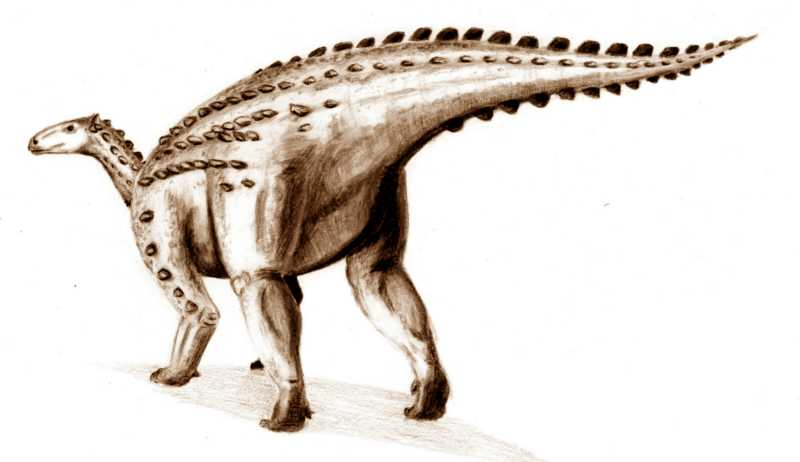
Illustration

Även om Scelidosaurus inte är klassificerad som stegosaurie, tror man att den var en av stegosauriernas förfäder. Det är inte svårt att förstå varför, eftersom huden var översållad av många små benplattor. Men till skillnad från stegosauriernas stora, upphöjda plattor var Scelidosaurus plattor små och låga. Somliga plattor var räfflade, andra konformade. Scelidosaurus tycks ha varit en långsam växtätare med litet huvud men med längre svans i förhållande till kroppslängd än en stegosaurie. Bakbenen var längre än frambenen. 

### Kranium
Till skillnad från tidiga ankylosaurider var Scelidosaurus kranium lågt och triangulärt till sin form, samt längre än det var brett, vilket är mycket likt primitiva medlemmar av Ornithischia. Huvudet på Scelidosaurus var smalt och den hade en hals som var avsevärt mycket längre än de flesta bepansrade dinosauriers.

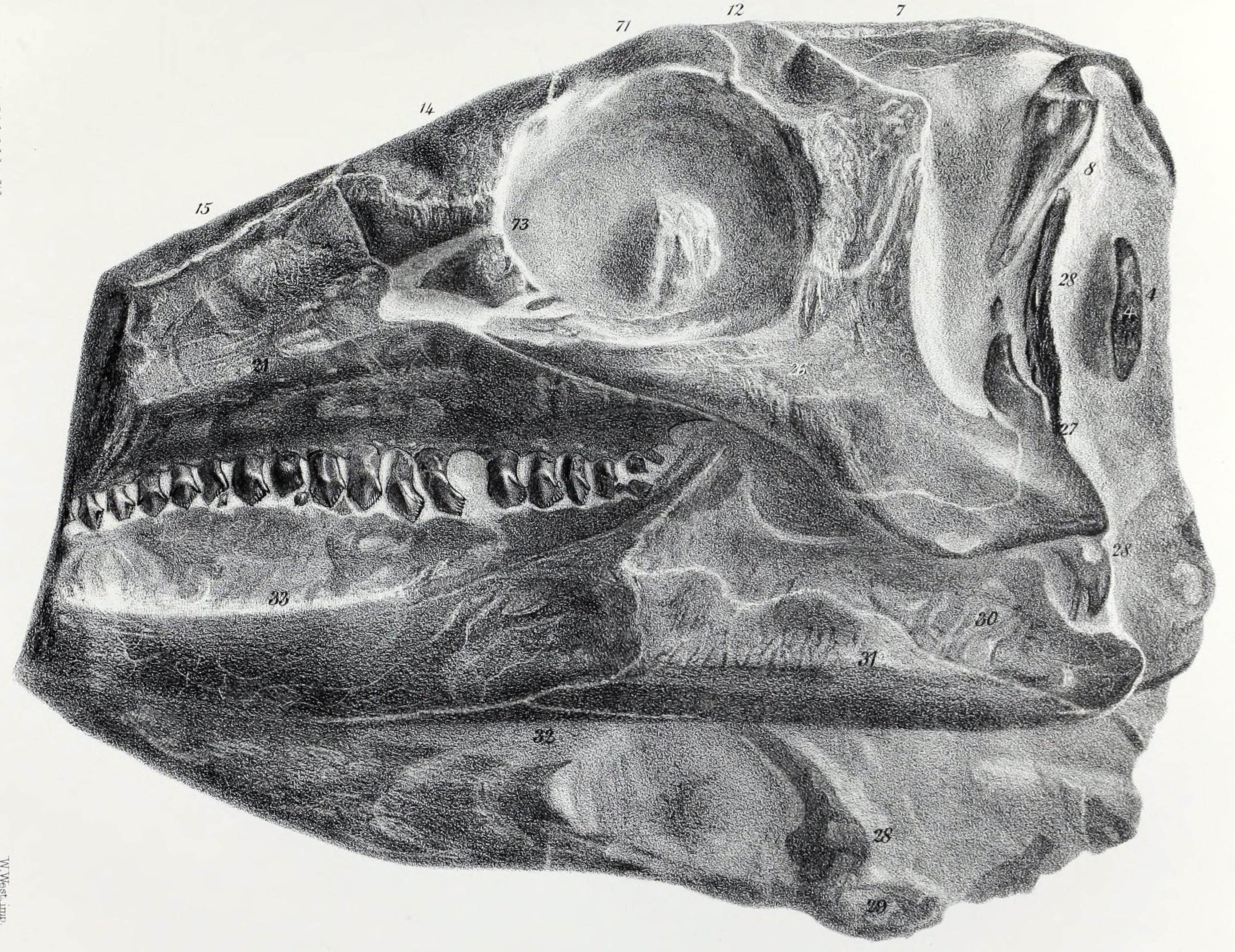
Teckning av ofullständigt kranium.